# Liste der Kulturdenkmale in Hürup
In der Liste der Kulturdenkmale in Hürup sind alle Kulturdenkmale der schleswig-holsteinischen Gemeinde Hürup (Kreis Schleswig-Flensburg) und ihrer Ortsteile aufgelistet (Stand: 14. April 2025).
Die Bodendenkmale sind in der Liste der Bodendenkmale in Hürup aufgeführt.

## Legende
In den Spalten befinden sich folgende Informationen:
- Objekt-ID: die Nummer des Kulturdenkmales
- Lage: die Adresse des Kulturdenkmales und die geographischen Koordinaten. Kartenansicht, um Koordinaten zu setzen. In der Kartenansicht sind Kulturdenkmale ohne Koordinaten mit einem roten Marker dargestellt und können in der Karte gesetzt werden. Kulturdenkmale ohne Bild sind mit einem blauen Marker gekennzeichnet, Kulturdenkmale mit Bild mit einem grünen Marker.
- Offizielle Bezeichnung: Bezeichnung des Kulturdenkmales
- Beschreibung: die Beschreibung des Kulturdenkmales
- Bild: ein Bild des Kulturdenkmales

## Sachgesamtheiten
| Objekt-ID      | Lage                                      | Offizielle Bezeichnung  | Beschreibung | Bild                             |
| -------------- | ----------------------------------------- | ----------------------- | --- | -------------------------------- |
| 54943          | Böver Weg 27 (54° 47′ 7″ N, 9° 31′ 34″ O) | Böver Weg 27, Rüllschau | Bauernhof; 1907–08; Hofanlage aus Wohnhaus, eingeschossiger Backsteinbau mit schiefergedecktem Halbwalmdach und zweigeschossigen Risaliten mit Schopfwalm; Stallscheune, Backsteinbau mit Lisenengliederung und aufgesetztem Kastenfachwerkgeschoss mit Satteldach - Begründung: geschichtlich, städtebaulich, Kulturlandschaft prägend - Schutzumfang: Wohnhaus, Stallscheune | BW                               |
| 40944 Wikidata | Hauptstraße (54° 44′ 53″ N, 9° 31′ 49″ O) | Kirche St. Marien       | Aktualisierung vorgesehen - Begründung: geschichtlich, künstlerisch, städtebaulich, Kulturlandschaft prägend - Schutzumfang: Kirche St. Marien mit Ausstattung, Kirchhof, Grabmale bis 1870, Granitmauer | weitere Fotos \| Fotos hochladen |
| 40953          | Kirchberg (54° 46′ 58″ N, 9° 32′ 0″ O)    | Kirche St. Michaelis    | Aktualisierung vorgesehen - Begründung: geschichtlich, künstlerisch, städtebaulich, Kulturlandschaft prägend - Schutzumfang: Kirche St. Michaelis mit Ausstattung, Kirchhof, Kirchhofstor, Feldsteinmauer | Fotos hochladen                  |

## Bauliche Anlagen
| Objekt-ID     | Lage                                        | Offizielle Bezeichnung                       | Beschreibung | Bild                             |
| ------------- | ------------------------------------------- | -------------------------------------------- | --- | -------------------------------- |
| 2802          | Böver Weg 27 (54° 47′ 8″ N, 9° 31′ 34″ O)   | Wohnhaus                                     | Wohnhaus; 1908; freistehender, eingeschossiger Backsteinbau auf Putzsockel mit Drempel und schiefergedecktem Halbwalmdach, der historische Haupteingang der Straßenfront flankiert von zwei zweigeschossigen Risaliten mit Schopfwalm, schlichte Klinkergliederung; mit Stallscheune; 1907 - Begründung: geschichtlich, städtebaulich, Kulturlandschaft prägend - Schutzumfang: Wohnhaus, - Denkmaltyp: Bauliche Anlage, Sachgesamtheit: Böver Weg 27, Rüllschau      | BW                               |
| 36670         | Böver Weg 27 (54° 47′ 7″ N, 9° 31′ 34″ O)   | Stallscheune                                 | Stallscheune; 1907–08; langgestreckter Sichtziegelbau mit Rundfenstern, großen Toren und flachem Satteldach, Ostgiebel mit Lisenengliederung, aufgesetztes, holz- bzw. blechverschaltes Obergeschoss aus Kastenfachwerk; im Westen integrierter Vorgängerbau - Begründung: geschichtlich, städtebaulich, Kulturlandschaft prägend - Schutzumfang: Stallscheune, - Denkmaltyp: Bauliche Anlage, Sachgesamtheit: Böver Weg 27, Rüllschau                                | BW                               |
| 2243 Wikidata | Dorfstraße 8 (54° 45′ 54″ N, 9° 31′ 42″ O)  | Zweilängenhof (ehem. Bauernhaus A. Moritzen) | Alteintragung (Aktualisierung vorgesehen) - Begründung: Alteintragung (Aktualisierung vorgesehen) - Schutzumfang: Alteintragung (Aktualisierung vorgesehen) - Denkmaltyp: Bauliche Anlage | Fotos hochladen                  |
| 2235 Wikidata | Hauptstraße (54° 44′ 53″ N, 9° 31′ 49″ O)   | Kirche St. Marien mit Ausstattung            | Alteintragung (Aktualisierung vorgesehen) - Begründung: geschichtlich, künstlerisch, städtebaulich - Schutzumfang: gesamtes Objekt - Denkmaltyp: Bauliche Anlage, Sachgesamtheit: Kirche St. Marien | weitere Fotos \| Fotos hochladen |
| 30235         | Himmelberg 12 (54° 45′ 57″ N, 9° 28′ 37″ O) | Bauernhaus                                   | Wohnhaus; um 1870; Haupthaus einer Hofanlage, eingeschossiger Gelbsteinbau mit erhöhtem dreiachsigem Mittelrisalit mit Zwerchhaus, zeittypische Backsteinornamentik, Satteldach mit Schieferdeckung - Begründung: geschichtlich, städtebaulich, Kulturlandschaft prägend - Schutzumfang: gesamtes Äußeres - Denkmaltyp: Bauliche Anlage | BW                               |
| 2260          | Kirchberg (54° 46′ 58″ N, 9° 32′ 0″ O)      | Kirche St. Michaelis mit Ausstattung         | Alteintragung (Aktualisierung vorgesehen) - Begründung: geschichtlich, künstlerisch, städtebaulich - Schutzumfang: gesamtes Objekt - Denkmaltyp: Bauliche Anlage, Sachgesamtheit: Kirche St. Michaelis | BW                               |
| 7357          | Wesebykjer 1 (54° 45′ 24″ N, 9° 31′ 56″ O)  | Wohnhaus                                     | Wohnhaus eines ehem. Dreiseithofes; 1857; eingeschossiger, langgestreckter Putzbau unter schiefergedecktem Schopfwalmdach, Hoffassade mit Frontispiz und klassizistischer Blendgliederung; gepflasterter Hofplatz mit Rasenrondeel, Teich und Feldsteinmauer; replantierte Zufahrtsallee - Begründung: geschichtlich, Kulturlandschaft prägend - Schutzumfang: Wohnhaus, Zufahrtsallee, Rasenrondell, Hofteich, Hofraum, Feldsteinmauer - Denkmaltyp: Bauliche Anlage | BW                               |

## Gründenkmale
| Objekt-ID      | Lage                                      | Offizielle Bezeichnung | Beschreibung | Bild            |
| -------------- | ----------------------------------------- | ---------------------- | --- | --------------- |
| 23153 Wikidata | Hauptstraße (54° 44′ 54″ N, 9° 31′ 49″ O) | Kirchhof               | Alteintragung (Aktualisierung vorgesehen) - Begründung: geschichtlich, Kulturlandschaft prägend - Schutzumfang: Kirchhof, Grabmale bis 1870, Granitmauer - Denkmaltyp: Gründenkmal, Sachgesamtheit: Kirche St. Marien  | Fotos hochladen |
| 23156          | Kirchberg (54° 46′ 57″ N, 9° 32′ 1″ O)    | Kirchhof               | Alteintragung (Aktualisierung vorgesehen) - Begründung: geschichtlich, Kulturlandschaft prägend - Schutzumfang: Kirchhof, Kirchhofstor, Feldsteinmauer - Denkmaltyp: Gründenkmal, Sachgesamtheit: Kirche St. Michaelis | BW              |

## Quelle
- Liste der Kulturdenkmale in Schleswig-Holstein – Kreis Schleswig-Flensburg

- Karte mit allen Koordinaten:
- OSM |
- WikiMap